# Port lotniczy Neubrandenburg
Port lotniczy Neubrandenburg (IATA: FNB, ICAO: ETNU) – port lotniczy położony 6 km od Neubrandenburga, w Trollenhagen, w kraju związkowym Meklemburgia-Pomorze Przednie, w Niemczech.